# Protolophozia elongata
Protolophozia elongata là một loài rêu tản trong họ Jungermanniaceae. Loài này được (Stephani) Schljakov miêu tả khoa học lần đầu tiên năm 1979.